# Krčin vára
Krčin vára (vagy Plitvica vára) egy középkori várrom Horvátországban, a Lika-Zengg megyei Plitvička Jezera községhez tartozó Plitvica Selo határában.

## Fekvése
Krčin várának maradványai a Plitivicei-tavak Nemzeti Park területén, a Plitvicei-tavak részét képező Kozjak és a Gradinsko tavak közötti, erdővel borított, nyelv alakú félszigeten helyezkednek el. Megközelítése a Kozjak-tó partján levő kikötőtől hajóval a szemben lévő partra való átkeléssel lehetséges. A maradványok tó feletti Gradina nevű hegy tetején terülnek el. A romokhoz jelenleg egy szűk, kitaposott ösvény vezet, mely a várhegy délnyugati oldalán található. A mintegy 4000 m2-es várplató egészét egykor fallal övezték, melynek nyomvonala ma is jól látható.

## Története
A várat a történeti források az 1558-as sztenicsnyáki horvát szábor határozatában említik először, amikor is terzsáci Frangepán gróf kötelezettséget vállalt három őrhely fenntartására. Ezek egyike Plitvicában volt. Plitvica várát valamivel később, a horvát és a szlavón végek várainak védelmi állapotát felmérő bizottság 1563 végi jelentésében is megemlítik. A Ferdinánd király által kiküldött bizottság megállapítása szerint megerősítése esetén a várból felügyelet alatt lehetne tartani az itt található kevéssé ismert, de az ellenség által gyakran használt átjárót, mely a tavak között vezet át. Ennek ellenére a tavak menti várat egyetlen későbbi jelentésben sem említik többé, noha a Kozjak-tó keleti partja, az oszmán felségterülettel volt határos. Az a tény, hogy a várat a környék Wagner-féle 1770. körül készített térképére, valamint Lipszky 1806-os Magyar királyság térképére is berajzolták arra enged következtetni, hogy a Kozjak tó feletti várhely tornya a későbbiekben is szerepet játszott. Annak a 10 csardaknak (őrgórénak) az egyike volt, melyek a Plitvicei tavaktól a Plješivicáig tartó, a törököktől 1689-ben visszafoglalt területen voltak megtalálhatók.

## A vár kutatása
A vár területét érintő első régészeti kutatást a neves horvát történész Emilij Laszowsky végezte 1911-ben és 1912-ben. Megállapítása szerint a nagyterületű várat erős védőművekkel erődítették, melyek a 20. század elejére meglehetősen lepusztult állapotba kerültek. Húsz kisebb szondával megállapította a külső fal nyomvonalát, mely többszörösen megtörve, a terep adottságait követve, egy szabálytalan, sokszögletű területet zár körbe. Megállapította a külső védőfalak teljes hosszát is, mely mintegy 285 métert tett ki. A falak palástját szabályosra faragott kváderkövekből építették, míg a fal közét tört kövekkel és kiadós kötőanyaggal töltötték ki. A fal kutatásával egy időben, a várplató déli részén található két torony kutatását is megkezdték. A kisebb, négyzetes torony közvetlenül a várplató lejtőjének a szélén található, míg a háromszögletes védőtorony, valamivel északabbra helyezkedik el.
A munkálatokat azonban váratlanul félbehagyták, így a feltárt falakat sem konzerválták.
A Kozjak tó feletti várhegyen 2008-ban és 2009-ben végeztek újabb feltáró munkálatokat, amelyek elsődleges célja a háromszögletű védőtorony kutatása volt. A toronybelső területe teljesen feltárásra került, így megállapíthatóvá vált, hogy csak a magasföldszint magasságáig maradt fenn. Megállapításra került az is, hogy a tornyot a megfaragott, élő sziklára emelték, falait nagy odafigyeléssel és szakértelemmel építették. A vár történetének megismerését segítő tárgyi leletek mindkét ásatás folyamán, csak kis számban kerültek elő. A 2008-as és 2009-es, a védőtorony belsejére és környékére kiterjedő kutatás során is csak szerény számú, későközépkori, dísztelen kerámiatöredékre leltek. Találtak azonban egyszerű, de finoman faragott ajtó és ablakszár töredéket, mint ahogy néhány kivételes, művészi igényű faragványt is, melyek a legjelentősebb, későközépkori, épületszobrászati leletek közé tartoznak ezen a vidéken. A legjelentősebb leletek egy finoman kidolgozott, hatlevelű virággal ellátott lunetta, valamint egy töredékesen fennmaradt ikerablak. 
Az eddig említettekkel összhangban kijelenthető, hogy a Kozjak tó melletti várrom védőtornya, alaprajzi kialakítása kivételesnek tekinthető. A rendkívül szabályosra épített vastag falak, egy egyenlő oldalú háromszöget zárnak be. A 2008-as és 2009-es régészeti kutatások alapján megállapítható, hogy a vár építését valószínűleg a 13. század folyamán kezdték meg. Máig nyitott kérdés maradt, hogy melyik család birtokában volt illetve, hogy a védőtornyot miért nem használták a későbbiekben is védelmi célokra. Lika tágabb területének nemzetségi-, birtokviszonyai ismeretében legvalószínűbb, hogy a vár a tekintélyes Babonics grófok birtokában volt. Ezt támasztja alá, hogy a család hatalmának meggyöngülése épp egybe esik a vár hanyatlásának idejével. Az eddigi történeti kutatások alapján, kellő óvatossággal feltételezhető, hogy az ez utáni századokban, a vár semmilyen védelmi funkciója nem volt. 

## A középkori kolostor
A vár maradványai közelében, a várhegy túloldalán egykori kolostorkomplexumhoz tartozó maradványok találhatók. A kolostorról nincs történeti írásbeli forrás kivéve, hogy egyes utazók úgy beszélnek róla, mint valami régi, talán pálos kolostorról. A kolostort a 15. és a 16. században a török elleni erődítménnyé alakították át. A magaslat gerincének felső részén állt kolostorból egy téglalap alakú hajót és valószínűleg egy félkör alakú szentélyt különböztetnek meg. A templom teljes hossza körülbelül 13 m volt, déli oldalán a kerengő és néhány kolostorépület alapjaival. A templomhajó szélessége és a teljes hossz aránya 1: 2 volt, ami a korbavai egyházmegye összes román stílusú templomának jellemzője. A templom román alaprajza azt sugallja, hogy az itteni kolostor 13. századi lehet és az egyházmegye legrégebbi kolostorai közé tartozott.